# خوسيه أنطونيو سالسيدو
خوسيه أنطونيو سالسيدو هو سياسي دومينيكاني، ولد في 1816، وتوفي في 5 نوفمبر 1864. انتخب رئيس جمهورية الدومينيكان (14 سبتمبر 1863 – 10 أكتوبر 1864).